# Bill Vincent
William Albert "Bill" Vincent (ur. 16 kwietnia 1957 w Kawakawa) – nowozelandzki judoka. Dwukrotny olimpijczyk. Zajął dwunaste miejsce w Los Angeles 1984 i trzynaste miejsce w Seulu 1988. Walczył w wadze średniej.
Brązowy medalista igrzysk wspólnoty narodów w 1986. Mistrz Wspólnoty Narodów w 1988. Zdobył pięć medali na mistrzostwach Oceanii w latach 1979-1988.

## Letnie Igrzyska Olimpijskie 1984
| Konkurencja | Eliminacje                 | Eliminacje            | Klas. końcowa |
| Konkurencja | Przeciwnik I               | Przeciwnik II         | Miejsce       |
| ----------- | -------------------------- | --------------------- | ------------- |
| -86 kg      | Alejandro Strático (ARG) Z | Park Kyung-ho (KOR) P | 12.           |

## Letnie Igrzyska Olimpijskie 1988
| Konkurencja | Eliminacje         | Eliminacje            | Klas. końcowa |
| Konkurencja | Przeciwnik I       | Przeciwnik II         | Miejsce       |
| ----------- | ------------------ | --------------------- | ------------- |
| -86 kg      | Louis Jani (CAN) Z | Densign White (GBR) P | 13.           |